# Sziráki-patak
A Sziráki-patak a Cserhátban ered, Szirák északnyugati határában, Nógrád vármegyében, mintegy 230 méteres tengerszint feletti magasságban. A patak forrásától kezdve keleti irányban halad, majd Sziráknál éri el a Bér-patakot.
A Sziráki-patak vízgazdálkodási szempontból a Zagyva Vízgyűjtő-tervezési alegység működési területét képezi.

## Part menti település
- Szirák